# クラパ・ス・モーラ
クラパ・ス・モーラ（クロアチア語: Klapa s Mora）は、クロアチアのクラパ合唱団である。ユーロビジョン・ソング・コンテスト2013のクロアチア代表を務める合唱団として結成された
クロアチア国営放送は、2013年のユーロビジョン・ソング・コンテストのクロアチア代表曲を、クロアチアの伝統的な合唱・クラパとすることを決定した。国営放送の内部選考により2013年1月に多数の楽曲の中から「Mižerja」がクロアチア代表曲として選ばれた後、歌い手の選考が行われた。2月11日にクロアチア国営放送は、選ばれた6人の歌手によりクラパ合唱団を結成し、クロアチア代表アーティストとすることを発表した。2月27日に合唱団の名前を「クラパ・ス・モーラ」とすることが発表された

## メンバー
- マルコ・シュクゴル（Marko Škugor、第一テノール、klapa Kampanel所属）
- アンテ・ガリッチ（Ante Galić、第二テノール、klapa Sinj所属）
- ニクシャ・アンティツァ（Nikša Antica、第一バリトン、klapa Kampanel所属）
- レオン・バタリャク（Leon Bataljaku、第二バリトン、klapa Crikvenica所属）
- イヴィツァ・ヴライッチ（Ivica Vlaić、バス、klapa Sebenico所属）
- ボヤン・カヴェジヤ（Bojan Kavedžija、バス、klapa Grdelin所属）

※所属はいずれも2013年時点